# Mjölig nålmossa
Mjölig nålmossa (Rhynchostegiella teneriffae) är en bladmossart som beskrevs av Dirkse och Bouman 1995 [1996. Enligt Catalogue of Life ingår Mjölig nålmossa i släktet nålmossor och familjen Brachytheciaceae, men enligt Dyntaxa är tillhörigheten istället släktet nålmossor och familjen Brachytheciaceae. Enligt den svenska rödlistan är arten starkt hotad i Sverige. Arten förekommer i Götaland. Artens livsmiljö är våtmarker, skogslandskap. Inga underarter finns listade i Catalogue of Life.